# Virus i paradiset
Virus i paradiset är en fransk/svensk/isländsk TV-serie i två delar producerad år 2003 regisserad av Olivier Langlois.
Serien visades först på France 2 den 23 juni 2003. I Sverige visades det första avsnittet den 12 augusti samma år på SVT1.
Serien handlar om Dakarviruset som först dyker upp i Frankrike för att sedan spridas till Sverige. Källan spåras till Island.

## Rollista
- Richard Bohringer - Lucas
- Martin Forsström - Marcus
- Fejria Deliba - Aïcha
- Hippolyte Girardot - hälsoministern
- Frédérique Tirmont - Florence
- Daniel Martin - Georges
- Manoëlle Gaillard - hälsoministerns
- Hervé Laudière - veterinären
- Bernard Blancan - Serge, kycklinguppfödaren
- Ilona Grübel - Thörunn
- Catherine Davenier - kycklinguppfödarens fru
- Margrét Ólafsdóttir - Inga
- Catherine Cyler - kvinnan i cabrioleten
- Helena af Sandeberg - Lilia
- Jean-Marc Abborg - mannen i cabrioleten
- Thorleifur Hjaltason - mediet
- Frédéric Papalia - Simon
- Soufyane Chafik - Karim
- Josephine Bauer - Gunilla